# Каспрів верх
Каспрів верх (пол. Kasprowy Wierch, словац. Kasprov vrch) — вершина у Західних Татрах, висотою 1987 м над рівнем моря.
Вершина розташована на польсько-словацькому кордоні. Назва походить від Каспрової долини, названої в свою чергу на честь її легендарного властителя Каспра.
Каспрів верх є популярною туристичною вершиною. Туристичні стежки на цю вершину відомі з кінця XIX століття. У 1935-36 роках на вершину проведено канатну дорогу, яка з тих пір неодноразово вдосконалювалась, останній раз у 2008 році. Взимку Каспрів верх популярний для гірськолижного спорту.
На Каспрів Верх здійснювали візити відомі особи, зокрема папа Римський Іван-Павло II (1997), президенти Польщі Лех Валенса (1992) і Александр Квасневський (1996).

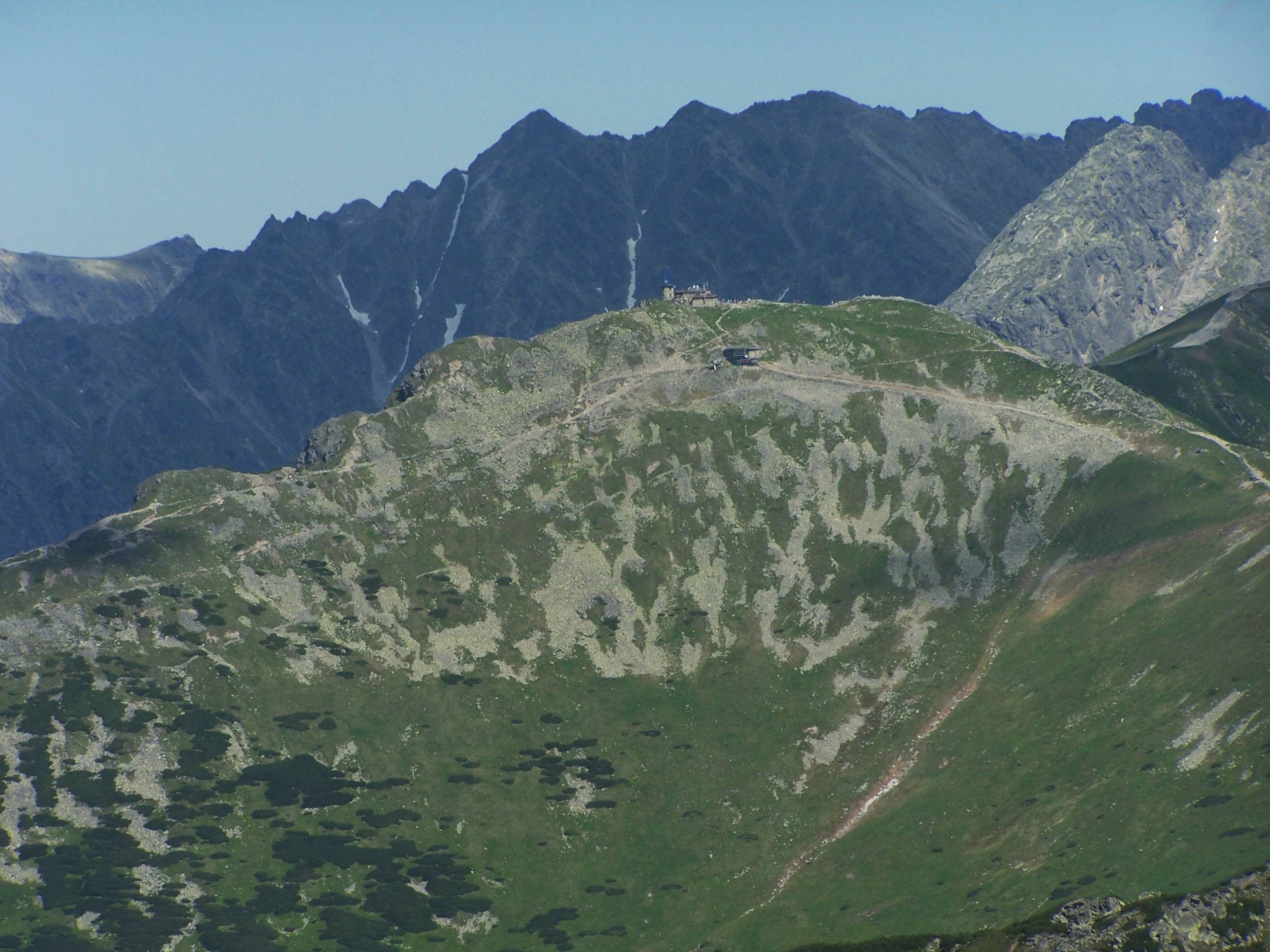
Каспрів Верх на фоні Високих Татр
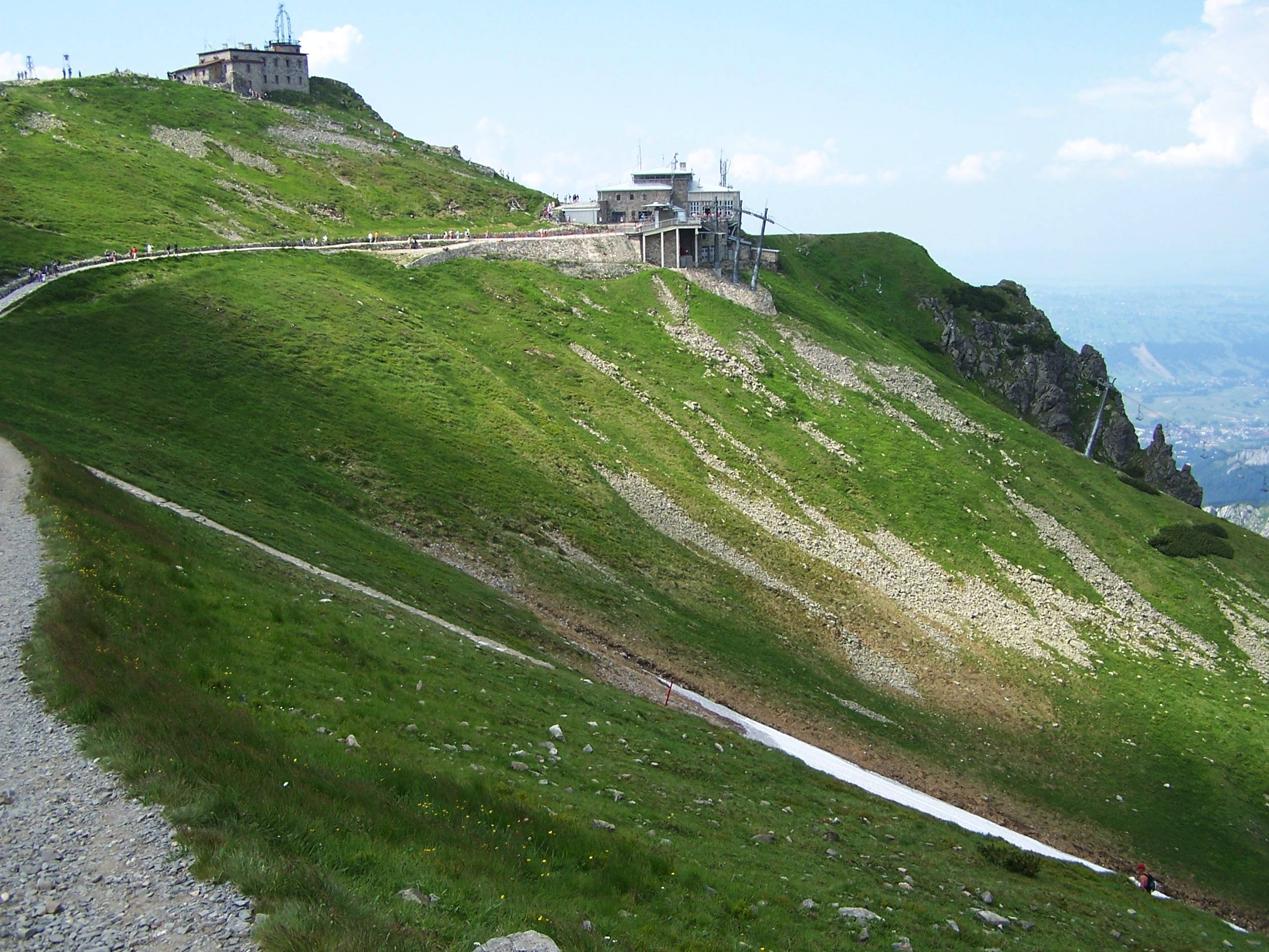
Стежка на Каспрів Верх
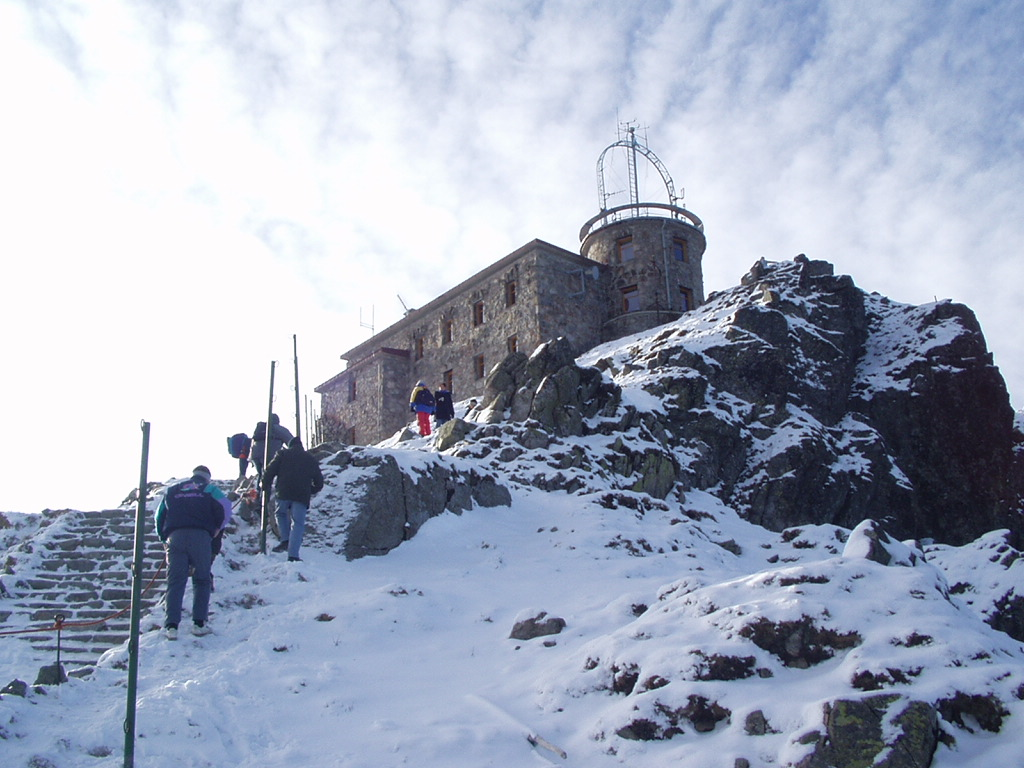
Станція канатної дороги на Каспровому Верху взимку
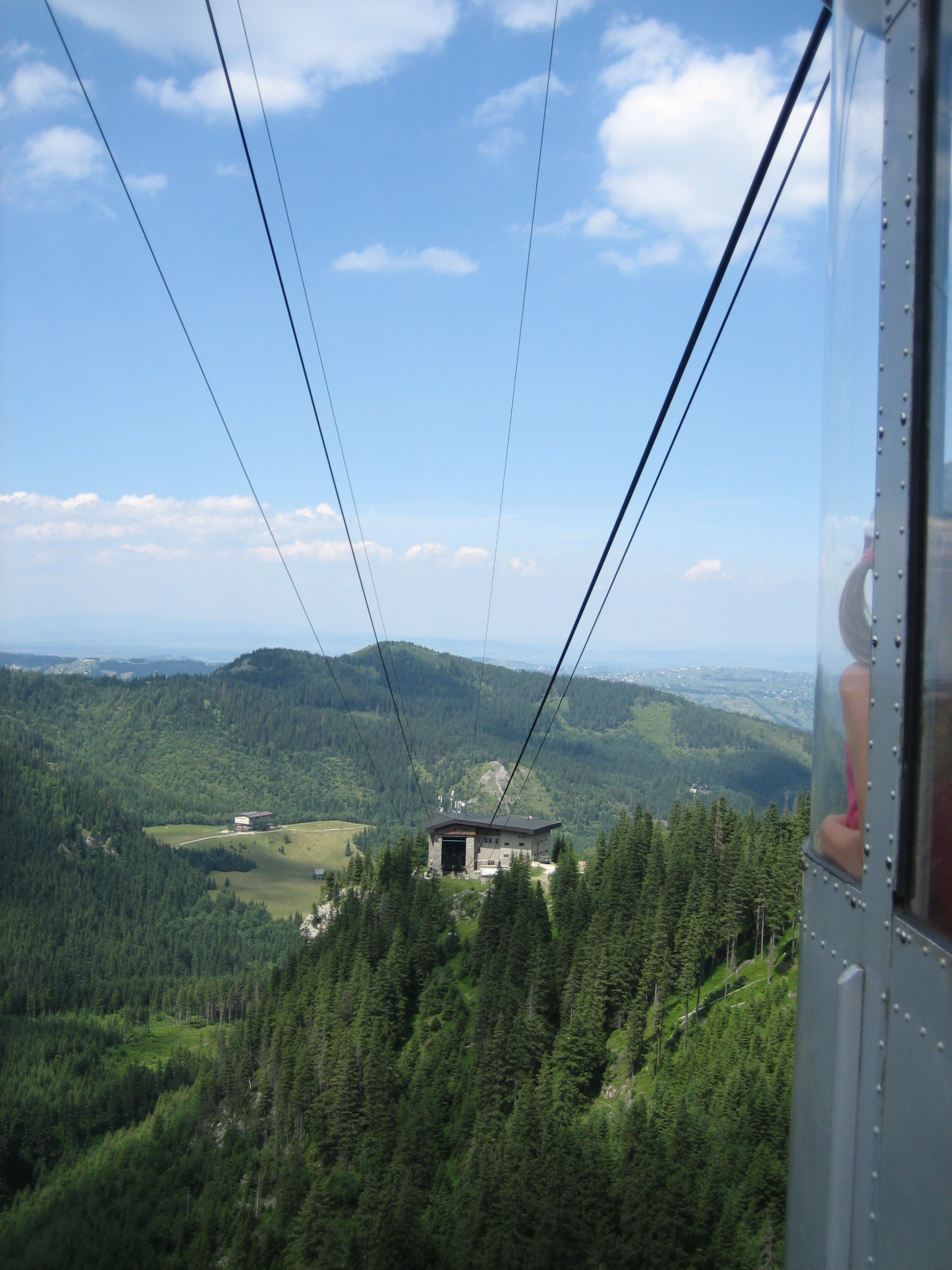
Панорама з канатної дороги
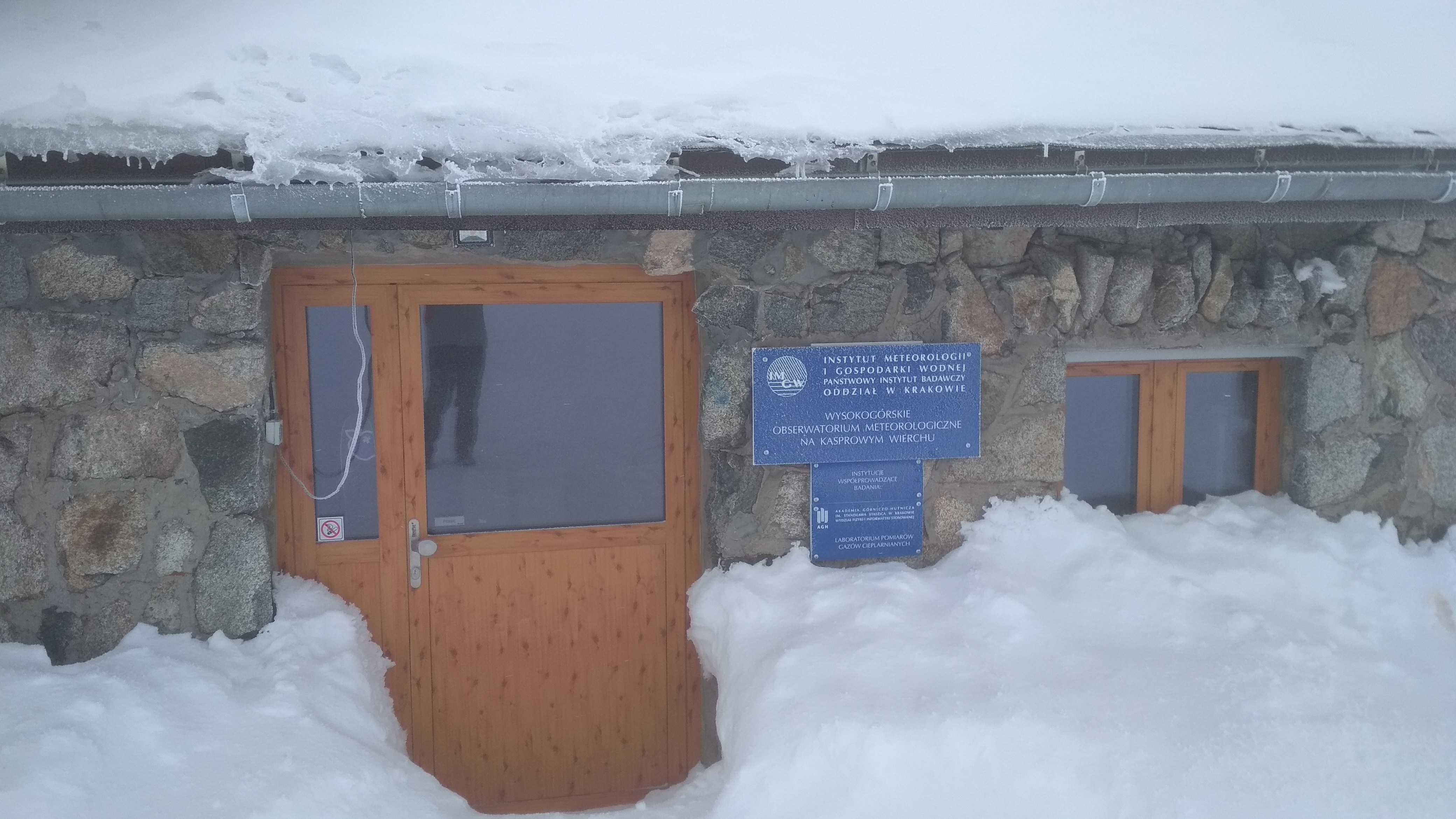
Вхід до метеостанції